# FEICAT
Feicat - Federació d'Empreses d'Inserció de Catalunya és una associació empresarial que reuneix les empreses d'inserció per promoure les empreses d'economia social com a instrument de lluita contra la pobresa i l'exclusió social a Catalunya.
El 2016 en formaven part 39 empreses. Entre les entitats promotores hi ha la Fundació Engrunes, la Fundació Formació i Treball, la Fundació Ared, diverses Càritas Diocesanes, l'Associació Solidança, la Fundació Trinijove o la Fundació Futur. L'agost del 2015, la Generalitat de Catalunya va signar un conveni amb Feicat per enfortir el model català d'impreses d'inserció. Amb la Creu Roja i la Federació d'Entitats Catalanes d'Acció Social van participar en el programa Làbora de l'Ajuntament de Barcelona que va contribuir a la reinserció social de 1537 persones el 2015. El mareix any va signar un conveni amb l'Ajuntament de Barcelona i l'Obra Social la Caixa per generar un mínim de 50 llocs de treball per a col·lectius d'extrema vulnerabilitat.